# Valdastico
Valdastico (Valdàstego o Val d'Astego in veneto) è un comune italiano di 1 184 abitanti della provincia di Vicenza in Veneto. Si tratta di un comune sparso in quanto nessuna sua località si chiama Valdastico (la valle percorsa dal fiume Astico viene chiamata Val d'Astico o Valdastico); sede comunale è la frazione San Pietro.
I paesi che formano il comune di Valdastico hanno sempre goduto di una certa autonomia politica e di una certa rilevanza economica derivante dalla favorevole posizione geografica, essendo posti lungo l'antica "strada per la Germania", a cui oggi corrisponde la Strada statale 350. Inoltre Pedescala e San Pietro Val d'Astico, sino alla costituzione del Comune di Valdastico nel 1940, facevano parte del Comune di Rotzo e godevano quindi, fino alla sua caduta, dei privilegi concessi alla Federazione dei Sette Comuni.
Tra le contrade di Valdastico si sono scatenate le due guerre mondiali: durante la grande guerra i paesi vennero distrutti dai bombardamenti e conquistati dai soldati dell'Impero austro-ungarico, con la popolazione locale costretta al profugato; durante la seconda guerra mondiale i paesi vennero incendiati e la popolazione conobbe, quando in tutta Italia i festeggiamenti per la Liberazione erano già finiti, la rappresaglia nazista passata alla storia col nome di strage di Pedescala.

## Geografia fisica

### Territorio
Posto nella parte più settentrionale della Provincia di Vicenza, il comune di Valdastico confina a nord con quelli di Pedemonte e Lastebasse, a est con Rotzo e Roana, a sud con Cogollo del Cengio ed Arsiero, a ovest con Tonezza del Cimone. Occupa con Lastebasse e Pedemonte il tratto più angusto della Valle, ma qui il torrente non fa da confine, anzi unisce in un unico comune paesi appartenenti alla diocesi di Padova e a quella di Vicenza.
Posto sul versante ovest dell’Altopiano dei Sette Comuni, il territorio si estende su 2372 ettari ed è considerato tutto in area montana, con altitudine variabile tra i 301 m.s.m del fondovalle e i 1720 m.s.m. delle cime di Campolongo sulla sinistra e di monte Spitz sulla destra dell'Astico.
Il fondovalle, pianeggiante e di natura alluvionale, ha una larghezza di qualche centinaio di metri, ma tende ad estendersi in prossimità di San Pietro, là dove l'Astico volge il suo corso verso sud. Questo tratto più ampio, strappato nel corso dei secoli al torrente, è chiamato Prati dell'Astico; campagna fertile, contrapposta a quella più magra delle terrazze erbose disposte a gradoni lungo i fianchi della montagna.
La restante parte del territorio è aspra e boscosa, segnata da valli profonde e scoscese, generalmente povere d'acqua ma talora spumeggianti e minacciose: la Val Lozza, la Val Pegara, la Val Violata e il Retevere sul versante destro; su quello sinistro la Val Torra (che un tempo segnava il confine italo-austriaco), la Val Canaletto, la Valle del Rigoloso, la Val dell'Orco, la Valdassa.
Sovrastano montagne talora boscose, talora brulle ma pittoresche, come monte Campolongo, cima Cingella e, verso Tonezza, monte Siroccoli, lo Spitz di Tonezza e cima Paile.
La flora risente del clima piuttosto fresco della valle; numerose sono sul territorio le sorgenti d'acqua.

## Origine dei nomi
Ovviamente i nomi della valle e del Comune omonimo provengono da quello del fiume Astico che, a sua volta, deriva, secondo un'interpretazione, da àstacus, gambero d'acqua dolce, presente in alcuni tratti della valle. Secondo lo storico vicentino Gaetano Maccà, il nome potrebbe derivare da laste, le lastre di pietra levigata presenti in fondovalle e lambite dal fiume.
Il toponimo di Forni, che sorge a perpendicolo nella valle, testimonia una prolungata attività mineraria, già scomparsa verso la fine del 1500, quando scriveva il Caldogno, che ricorda le vene d'argento e di rame della Valle Barbarena. E il Maccà così scrive: "eravi una miniera di ferro della quale sussistono ancora i buchi".

## Storia

### Epoca antica e Medioevo
A Forni fu rinvenuta una lapide paleoveneta. Fin dall'epoca romana la Val d'Astico era percorsa da una strada che, proveniente da Vicenza, portava verso nord.
Tra il 917 e il 921 tutto il territorio compreso tra la riva sinistra dell'Astico e quella destra del Brenta, incluso l'Altopiano di Asiago, fu donato dall'imperatore Berengario al vescovo Sibicone di Padova, con l'obbligo di costruire castelli e opere di difesa contro le incursioni degli Ungari. Qualche anno dopo il vescovo Sibicone fondava gli ospizi di San Pietro e di Brancafora che, affidati ai monaci benedettini, "salirono a grande importanza", tanto da figurare in un documento del 1199 alla pari di altri molto importanti.
A partire dal XII secolo qui, come in tutta la zona pedemontana, si stanziarono popolazioni di lingua tedesca. In seguito, in epoca comunale, il territorio sulla destra del fiume passò sotto la giurisdizione di Vicenza, mentre quello di sinistra seguì le vicende di Asiago.
Nel 1204, nella vicinìa o convicinìa — l'assemblea tenutasi nella chiesa di Sant'Agata presso Cogollo — vennero stabiliti i confini delle comunità della valle dell'Astico; nel documento redatto a quel tempo — e in molti altri anche del secolo successivo — non viene però citata la comunità rurale di San Pietro, allora composta da una quarantina di individui e cinque famiglie; vengono invece citati Brancafora, Forni, Meda, Mosson, attualmente frazioni di diversi comuni della vallata.
La strada lungo la val d'Astico fu costruita dopo il 1264 su ordine del comune di Vicenza. Partiva da Caltrano, passava per Cogollo e si manteneva sempre sulla riva sinistra del torrente, dividendosi in due rami poco prima di San Pietro dove il ramo sinistro, strada cavallara (attuale via Cavallara), proseguiva lungo i prati vicino all'Astico e quindi verso Casotto risalendo la valle verso il confine con l'Austria, mentre l'altro ramo, il sentiero delle Vegre, saliva al centro di San Pietro, passava per le contrade Rocchetta, Lucca e Baise e diventava la Cingella fino a camporosato ora Campo Rosà, la montagna di Rotzo.
Verso la metà del Trecento, durante la dominazione scaligera, il territorio di Valdastico fu sottoposto, sotto l'aspetto amministrativo, al Vicariato civile di Schio e tale rimase sino alla fine del XVIII secolo.
Nel 1392 vengono per la prima volta citati Pedescala, il suo ponte sull'Astico e la strada verso Rotzo al cui comune Pedescala apparteneva.

### Epoca moderna
Dal 1404, come tutto il territorio vicentino, anche l'alta Valle dell'Astico entrò a far parte della Repubblica di Venezia.
I Cerati — una famiglia locale già custode del Covolo di Pissavacca — ottennero il titolo di nobili, la cittadinanza di Vicenza e l'investitura delle acque dell'Astico con diritto di pesca dal Ponte della Pietra al Laghetto di Casotto; importanti incarichi militari ebbero anche durante la guerra della Lega di Cambrai, quando gli imperiali tentarono di passare per la Valdastico, ma furono respinti a Forni, nella primavera del 1508. A conclusione della guerra, nel 1516, i confini con l'Impero Asburgico vennero definiti e restarono stabili sino alla fine della prima guerra mondiale.
Il 26 giugno 1578 la comunità di San Pietro — che in un documento del 1395 figura tra le ville del Vicariato di Schio — insieme con Pedescala entrò a far parte del Comune di Rotzo in conseguenza del "lodo Piovene", un accordo tra le comunità che serviva a mettere fine alle dispute sulla montagna di Campo Rosà, di proprietà di Rotzo, ma di cui i sampieresi avevano fatto uso per almeno un secolo.
Un altro passo verso il miglioramento della vita del paese si ebbe nel 1617 quando ventotto famiglie di San Pietro si consorziarono per la costruzione di un mulino e di una sega. Nel 1759 il ponte sull'Astico di Pedescala venne rifatto in pietra ma fu abbattuto quattro anni dopo da un'alluvione; lo si ricostruì in legno e nel 1889 in ferro, ponte che poi venne distrutto nella guerra del 1915-18.

### Epoca contemporanea
Nell'Ottocento vennero costruite numerose strade carrozzabili: "lo stradone" che collegava San Pietro a Pedescala, la pontara, la via che scende verso la ex dogana sulla strada per Casotto (1816), il tronco Piazza-Cerati (1855).
Dopo l'annessione del Veneto all'Italia, tra il 1878 e il 1883 fu costruita la strada da Arsiero a Lastebasse lungo la riva destra dell'Astico; nel 1881 fu creato il tronco Campagna-Lucca, la via della Cingella fu riattata tra il 1860 e il 1880; la strada di Rotzo nel 1896 e quella provinciale passante in territorio di Forni nel 1882, che veniva ad assorbire quasi tutto il traffico tra il Vicentino e il Trentino. Nel 1898 un privato costruì il ponte Maso in legno, ponte che nel 1950 venne rifatto in calcestruzzo da parte del Comune.
In quegli anni a San Pietro sorsero le scuole comunali (1886), la canonica (1898) e successivamente l'asilo, la casa del medico ed un ricreatorio. A queste costruzioni pubbliche si affiancarono, oltre a una decina di opifici ad acqua, una sessantina di edifici privati.
Nel 1898 venne costruita la "strada del Piovan" che da Pedescala porta a Castelletto di Rotzo penetrando nella val d'Assa. La precedente, detta strada vecia tracciata sopra antichi sentieri, partiva dalla frazione dirigendosi verso nord fin sopra la frazione Settecà per poi innalzarsi verso la voragine delle Banchette e arrivare a Castelletto. Dichiarata strada provinciale nel 1964 fu asfaltata nel 1969 e ammodernata alla fine degli anni novanta.
Tra la fine dell'Ottocento e gli inizi del Novecento buona parte della popolazione della zona, in continuo aumento, prese la via dell’emigrazione e, dapprima come lavoratori stagionali nelle grandi opere stradali e ferroviarie, poi con l’apertura di nuovi orizzonti, prese la strada delle Americhe, dove si stabilì colonizzando le fertili terre e fondando anche delle città come Encantado nel Rio Grande do Sul in Brasile, che oggi è gemellata con Valdastico.
Nei primi anni del Novecento, grazie alle rimesse degli emigranti, alla possibilità di lavoro continuativo nelle fortificazioni e alla vicinanza del confine che richiamava turisti e contrabbandieri, le condizioni economiche migliorarono un poco.
Ma la guerra, scoppiata nel 1914, fece precipitare nuovamente la situazione; la popolazione dovette andarsene e l'Alta Valdastico fu invasa dagli austriaci; chi ritornò, nella primavera del 1919, trovò solo rovine e distruzione. Con la ricostruzione, subito avviata, in paese si ebbe lavoro, ma nel 1923, esauritesi via via le attività dei cantieri, molti ripresero la via dell'emigrazione. I pochi rimasti trovarono lavoro nella modesta agricoltura locale, nei boschi e nell'opera di arginatura dell'Astico e dei corsi d'acqua minori.
Il secondo conflitto arrecò nuovi lutti e tragedie, come quella indimenticabile della strage a Pedescala e a Forni, avvenuta negli ultimi giorni di guerra. In ricordo venne conferita al Comune la medaglia d'argento al valor militare "per attività partigiana", riconoscimento tuttavia contestato dai congiunti delle vittime di Pedescala. Col secondo dopoguerra una nuova massiccia ondata migratoria portò allo spopolamento dei paesi, frenato solo in parte verso la fine degli anni sessanta con il sorgere di nuove strutture operative.
Negli ultimi decenni un'area del territorio comunale è stata destinata a zona industriale e artigianale per l’affermarsi di queste attività, con significativi riscontri percentuali di impiego anche nel settore terziario. Non ne ha sofferto l'ambiente naturale rimasto ancora incontaminato, come la Riserva naturale della Val d’Assa dove si possono ammirare i reperti preistorici, ambiente che consente escursioni nei boschi, buone raccolte di funghi, la pesca della pregiata trota “Fario” presente nel Torrente Astico.

#### La formazione del Comune di Valdastico
Due torri, una scala ai piedi di un monte, due forni, una malga e un'aquila sono i simboli che nello stemma del Comune rappresentano San Pietro, Pedescala, Forni e Casotto.
Uniti nel 1940 per dar vita al nuovo Comune di Valdastico, questi quattro centri avevano in comune soltanto una valle piuttosto povera, ma storia e tradizioni secolari diverse: Casotto era stato legato all'Austria e alla diocesi di Trento rispettivamente fino al 1918 e al 1964; Forni, unito per secoli a Tonezza e alla diocesi di Vicenza; Pedescala e San Pietro, da un millennio sotto la diocesi di Padova, erano frazioni di Rotzo, gravitante sull'Altopiano di Asiago e sul Bassanese.
Inevitabili quindi dissapori e malumori, che hanno caratterizzato la coesistenza di questi paesi, fino a giungere nel 1980 alla separazione di Casotto, per far parte del Comune di Pedemonte.

### Simboli
Lo stemma e il gonfalone sono stati concessi con regio decreto del 21 giugno 1942.
La prima partizione dello scudo richiama San Pietro Val d'Astico (bordatura e lambello sono stati aggiunti per differenziarsi dallo stemma di Rotzo, di cui era già parte la frazione pedemontana di San Pietro Val d'Astico, distaccata per formare il nuovo comune); la seconda Forni di Val d'Astico; la terza Pedescala; la quarta Casotto. L'unione delle quattro catene simboleggia il solido legame che lega i quattro territori costituenti il comune di Valdastico.
Il gonfalone è un drappo di azzurro.

## Monumenti e luoghi d'interesse

### Architetture religiose
- Chiesa parrocchiale di San Pietro Apostolo, a San Pietro, il cui campanile risale all'anno 1768.
- Chiesa parrocchiale di Sant'Antonio da Padova, a Pedescala.
- Chiesa parrocchiale di Santa Maria Maddalena, a Forni.
- Chiesetta della Madonna di Lourdes, a Forme Cerati.
- Cappellina della Santa Croce dedicata all'Emigrante, a San Pietro.

## Società

### Evoluzione demografica
Abitanti censiti

## Cultura

### Istruzione
Nel Comune di Valdastico vi sono una scuola dell'infanzia, una scuola primaria e una scuola secondaria di primo grado, tutte statali e dipendenti dall'Istituto comprensivo di Arsiero. 
Nel capoluogo vi è anche l'Asilo nido "Nido degli gnomi".
Nel capoluogo vi è la Biblioteca civica, che fa parte della rete di biblioteche vicentine "Biblioinrete", insieme alla maggior parte della biblioteche appartenenti alla Rete Bibliotecaria Vicentina.

## Geografia antropica
Numerose sono le case sparse e le contrade disposte lungo i fianchi della montagna, in ridente posizione e dominanti la valle e la pianura.
Oltre al capoluogo vi sono le contrade: Barcarola, Basso, Belasio, Forme Cerati, Forni, Fozati, La Costa, La Dogana-Cerati, Lucca, Maso, Pedescala, Righele, Sella, Settecà, Soglio, Valpegara.

## Amministrazione
| Periodo          | Periodo          | Primo cittadino       | Partito                            | Carica  | Note   |
| ---------------- | ---------------- | --------------------- | ---------------------------------- | ------- | ------ |
| 16 giugno 1985   | 7 settembre 1989 | Piergiorgio Nicolussi | Democrazia Cristiana               | Sindaco | [ 19 ] |
| 7 settembre 1989 | 8 giugno 1990    | Stefano Munari        | Democrazia Cristiana               | Sindaco | [ 20 ] |
| 6 luglio 1990    | 24 aprile 1995   | Giorgio Slaviero      | Democrazia Cristiana               | Sindaco | [ 21 ] |
| 24 aprile 1995   | 14 giugno 1999   | Giorgio Slaviero      | lista civica                       | Sindaco | [ 22 ] |
| 28 giugno 1999   | 14 giugno 2004   | Alberto Toldo         | lista civica                       | Sindaco | [ 23 ] |
| 28 giugno 2004   | 8 giugno 2009    | Alberto Toldo         | lista civica                       | Sindaco | [ 23 ] |
| 8 giugno 2009    | 26 maggio 2014   | Alberto Toldo         | lista civica Idee in Comune        | Sindaco | [ 24 ] |
| 26 maggio 2014   | 27 maggio 2019   | Claudio Guglielmi     | lista civica Amministriamo Insieme | Sindaco | [ 25 ] |
| 27 maggio 2019   | in carica        | Claudio Sartori       | lista civica SiAmo Valdastico      | Sindaco | [ 26 ] |

### Gemellaggi
- Encantado

### Altre informazioni amministrative
ll Comune di Valdastico fu costituito nel 1940, riunendo il territorio censuario degli ex-comuni di Forni e Casotto e delle frazioni di San Pietro e Pedescala, già appartenenti al comune di Rotzo, nonché i centri abitati di Settecà, Soglio, Forme Cerati, Valpegara e Sella.
Il 21 giugno 1980, a seguito di un referendum, la frazione di Casotto è stata aggregata al Comune di Pedemonte.